# Williamstown (Vermont)
Pour les articles homonymes, voir Williamstown.
Williamstown est une ville américaine située dans le Comté d'Orange, dans le Vermont. Selon le recensement de 2020, sa population est de 3 515 habitants.